# Coupe d'Afrique des nations junior 2013
Navigation
2011 2015
La Coupe d'Afrique des nations junior 2013 s'est déroulée en Algérie du 16 mars au 30 mars 2013.
Les 2 premiers de chaque groupe se qualifient pour la Coupe du monde des moins de 20 ans 2013.

## Pays participants
- Égypte
- Ghana
- Nigeria
- Mali
- Gabon
- RD Congo
- Bénin
- Algérie

## Arbitres officiels
Arbitres
| - Bamlak Tessema Weyesa - Maguette N'Diaye - Youssef Essrayri - Bernard Camille | - Hudu Munyemana - Reinhold Shikongo - Juste Zio - Thierry Nkurunziza | - Mehdi Abid Charef - Denis Dembélé |

Arbitres assistants
| - Peter Sabatia - El Hadji Malick Samba - Balkrishna Bootun - Anouar Hmila - Jerson dos Santos | - Arsenio Marengula - Moussa Bayere - Yacine Hassan Egueh - Mohamed Bechirene - Issa Yaya | - Sidiki Sidibé - Berhe Tesfargiorgh - Seydou Tiam - Elvis Guy Noupue Nguegoue |

## Stades
| Oran               | Aïn Témouchent    |
| ------------------ | ----------------- |
| Stade Ahmed-Zabana | Stade Omar Oucief |
|                    |                   |
| Capacité : 40 000  | Capacité : 11 500 |

## Phase de groupes

### Groupe A
| Nation  | Pts | J | V | N | D | Bp | Bc | Diff |
| ------- | --- | - | - | - | - | -- | -- | ---- |
| Égypte  | 9   | 3 | 3 | 0 | 0 | 4  | 1  | +3   |
| Ghana   | 6   | 3 | 2 | 0 | 1 | 4  | 2  | +2   |
| Bénin   | 1   | 3 | 0 | 1 | 2 | 0  | 2  | -2   |
| Algérie | 1   | 3 | 0 | 1 | 2 | 0  | 3  | -3   |

| 16 mars 2013 | Algérie | 0–0 | Bénin | Stade Omar Oucief, Aïn Témouchent |  |
|              |         |     |       |                                   |  |

| 16 mars 2013 | Ghana        | 1–2 | Égypte                | Stade Omar Oucief, Aïn Témouchent |  |
|              | Assifuah 76e |     | Hamad 67e · Gomaa 87e |                                   |  |

| 19 mars 2013 | Ghana        | 1–0 | Bénin | Stade Omar Oucief, Aïn Témouchent |
|              | Assifuah 56e |     |       |                                   |

| 19 mars 2013 | Algérie | 0–1 | Égypte                  | Stade Omar Oucief, Aïn Témouchent |
|              |         |     | Rabia 43e · Hamad 90+1e |                                   |

| 19 mars 2013 | Algérie | 0–2 | Ghana                    | Stade Omar Oucief, Aïn Témouchent |
|              |         |     | Salifu 5e · Assifuah 29e |                                   |

| 22 mars 2013 | Bénin | 0–1 | Égypte      | Stade Ahmed Zabana, Oran |
|              |       |     | Kahraba 22e |                          |

### Groupe B
| Nation   | Pts | J | V | N | D | Bp | Bc | Diff |
| -------- | --- | - | - | - | - | -- | -- | ---- |
| Nigeria  | 6   | 3 | 2 | 0 | 1 | 4  | 2  | +2   |
| Mali     | 6   | 3 | 2 | 0 | 1 | 3  | 3  | 0    |
| Gabon    | 4   | 3 | 1 | 1 | 1 | 2  | 1  | +1   |
| RD Congo | 1   | 3 | 0 | 1 | 2 | 2  | 5  | -3   |

| 17 mars 2013 | Nigeria | 0–1 | Mali      | Stade Ahmed Zabana, Oran |
|              |         |     | Niane 12e |                          |

| 17 mars 2013 | RD Congo | 0–0 | Gabon | Stade Ahmed Zabana, Oran |  |
|              |          |     |       |                          |  |

| 20 mars 2013 | Mali                   | 2–1 | RD Congo       |  |  |
|              | Diallo 51e · Niane 60e |     | Eddy Ngoyi 55e |  |  |

| 20 mars 2013 | Gabon | 0–1 | Nigeria           | Stade Ahmed Zabana, Oran |
|              |       |     | Ajagun 21e (pen.) |                          |

| 23 mars 2013 | Nigeria                          | 3–1 | RD Congo    |  |  |
|              | Ajagun 34e (pen.) · Umar 39e 48e |     | Pembele 73e |  |  |

| 23 mars 2013 | Mali | 0–2 | Gabon                | Stade Omar Oucief, Aïn Témouchent |
|              |      |     | Engongah · Mayoungou |                                   |

## Phase finale

### Demi-finales
| 26 mars 2013 | Égypte           | 2 - 0 | Nigeria | Stade Omar Oucief, Aïn Témouchent |                             |
|              | Kahraba 46e, 81e |       |         | Arbitrage : Bernard Camille       | Arbitrage : Bernard Camille |

| 26 mars 2013 | Ghana           | 0 - 0 | Mali | Stade Ahmed-Zabana, Oran      |
|              |                 |       |      | Arbitrage : Reinhold Shikongo |
|              | Tirs au but 4-2 |       |      |                               |

### Match pour la3eplace
| 29 mars 2013 | Nigeria       | 2 - 1 | Mali              | Stade Ahmed-Zabana, Oran     |                              |
|              | Umar 72e, 82e |       | Tiécoro Keita 87e | Arbitrage : Youssef Essrayri | Arbitrage : Youssef Essrayri |

### Finale
| 30 mars 2013 | Égypte          | 1 - 1 | Ghana        | Stade Ahmed-Zabana, Oran      |                               |
|              | Gomaa 4e (pen.) |       | Arkorful 87e | Arbitrage : Mehdi Abid-Charef | Arbitrage : Mehdi Abid-Charef |
|              | Tirs au but 5-4 |       |              | Arbitrage : Mehdi Abid-Charef | Arbitrage : Mehdi Abid-Charef |

## Résultat
| CAN 2013 Junior Vainqueur |
| ------------------------- |
| Égypte 4e titre           |

### Classement de la compétition
| Classement de la Coupe d'Afrique des nations des moins de 20 ans 2013 |          |                         |
| \| Place \| Nation \| Stade de la compétition \| \| ------------------ \| -------- \| ----------------------- \| \| Médaille d'or \| Égypte \| Vainqueur \| \| Médaille d'argent \| Ghana \| Finale \| \| Médaille de bronze \| Nigeria \| Demi-finale \| \| 4 \| Mali \| Demi-finale \| \| 5 \| Gabon \| Premier tour \| \| 6 \| RD Congo \| Premier tour \| \| 7 \| Bénin \| Premier tour \| \| 8 \| Algérie \| Premier tour \| |          |                         |
| Place | Nation   | Stade de la compétition |
| Médaille d'or | Égypte   | Vainqueur               |
| Médaille d'argent | Ghana    | Finale                  |
| Médaille de bronze | Nigeria  | Demi-finale             |
| 4 | Mali     | Demi-finale             |
| 5 | Gabon    | Premier tour            |
| 6 | RD Congo | Premier tour            |
| 7 | Bénin    | Premier tour            |
| 8 | Algérie  | Premier tour            |

### Qualification pour le Championnat du monde junior
Les quatre équipes les plus performantes se sont qualifiées pour la Coupe du monde de football des moins de 20 ans 2013.
- Nigeria
- Égypte
- Ghana
- Mali